# Silviana González Riqueros
Silviana González Riqueros (Santiago,1959) es una escritora chilena, profesora de inglés y español.
Ha publicado 5 libros: El Nuevo Tótem (cuentos), La Celda, (nouvelle), Cabina telefónica (cuentos), Suerte entre gitanas, (novela enana) e Influjos (compilación). Los cuales han recibido Críticas en diversas revistas literarias y diarios nacionales.
Hoy se dedica a la docencia en inglés en la Universidad Metropolitana de Ciencias de la Educación y en la Sociedad de Escritores de Chile, además de la creación literaria.

## Biografía
En 1979 ingresa a la Universidad Católica del Norte a estudiar biología marina por medio del bachiller de ciencias naturales. En 1981 entra a la Universidad Metropolitana de Ciencias de la Educación a estudiar pedagogía en inglés, ejerciendo un año después  como profesora de inglés de enseñanza básica y media en diversos establecimientos.
En 1989 comienza su camino literario, haciendo un magíster en literatura hispánica en la Pontificia Universidad Católica de Chile, finalizando sus estudios con la tesis: “El hablante implícito en Jorge Luis Borges”.
En 1990 empieza su actividad como escritora independiente, publicando en 1991 sus primeros libros titulados “El nuevo Tótem” y “La celda”.
Empezó a ser profesional independiente de los idiomas inglés y español en enero de 2004, realizando trabajos como profesora y Relatora particular para empresas y personas.
Desde 2015 trabaja en traducción simultánea para altos cargos gerenciales, nacionales y multinacionales; y  en 2016 comienza su labor como docente de pre básica y básica en el  Colegio Gustavo Le Paige.
En la Feria Internacional del Libro de Santiago, FILSA 2018 fue presentado su nuevo libro titulado “Influjos”, compilado que reúne nueve cuentos y una novela corta.

## Estilo
Sus libros se componen de cuentos breves y poesía, con la finalidad de despertar sensaciones en el lector por medio de imágenes y diversos temas. Su objetivo es retratar procesos que ella observa en la vida real, pero contados desde una perspectiva poética.

## Influencias
Su formación literaria la obtiene de dos grandes fuentes, el Pedagógico con la profesora Mónica Blanco se familiariza con los escritores ingleses y norteamericanos.

## Temas
Los temas principales que se encuentran en las obras de Silviana Riqueros son vivencias de la vida real, que nacen de la naturaleza y sentimientos humanos. Se puede apreciar el uso del erotismo y de la violencia para resaltar la imagen de la mujer manoseada e hipócrita, resaltando el sexo y los deseos ocultos.

## Obras

### Cuentos
- El Nuevo Tótem, cuentos chilenos, Santiago: Pentagrama,1991.
- Cabina Telefónica, cuentos chileno, Santiago: Red Internacional del Libro,1996, ISBN 956715984X.

### Novelas breves
- La Celda, novela chilena, Santiago: Red Internacional del Libro,1991, ISBN 9567159114.
- Suerte Entre Gitanas, novela chilena, Santiago: Pentagrama, 2002, ISBN 9568009019.

### Compilaciones
- Influjos, nueve cuentos y novela breve, santiago: Editorial cartoneras, 2018.

## Premios
Becas SECH-NORUEGA 1995 y NORSK FOSFATTER- OG OVERSETTERFOND. Con su libro “cabina Telefónica”.